# Sexegertenspitze
La Sexegertenspitze est une montagne qui s’élève à 3 424 m d’altitude dans les Alpes de l'Ötztal, en Autriche.